# (17737) Sigmundjähn
(17737) Sigmundjähn ist ein Asteroid des Hauptgürtels, der am 27. Januar 1998 vom deutschen Amateurastronomen Jens Kandler an der Volkssternwarte Drebach (IAU-Code 113) in Drebach im sächsischen Erzgebirgskreis entdeckt wurde.
Der Himmelskörper wurde am 9. Januar 2001 nach dem ehemaligen deutschen Jagdflieger, Kosmonauten und Generalmajor der NVA Sigmund Jähn (1937–2019) benannt, der 1978 als erster Deutscher in der sowjetischen Sojus 31 zur Raumstation Saljut 6 flog.